# San Fernando Club Deportivo Fútbol Sala
El San Fernando CDFS es un club de fútbol sala español, de la ciudad de San Fernando, en la provincia de Cádiz, que fue fundado en 2010. Actualmente milita en Primera Provincial de Fútbol Sala.

## Historia
| Temporada | División | Posición | Copa |
| --------- | -------- | -------- | ---- |
| 2010/11   | Regional | 1º       |      |

## Estadio
Juega sus partidos en el Pabellón Municipal Manuel Prado (Municipal de Bahía Sur), que tiene un aforo para 2.228 espectadores. La selección española de baloncesto realiza todos los años el stage previo para cada competición, ya que también es una pabellón de baloncesto.

## Calendario 2010/11
| Resultado | Ida              | Vuelta             | Resultado |
| --------- | ---------------- | ------------------ | --------- |
| 0-5       | Citroën Conil    | San Fernando       |           |
| 11-5      | San Fernando     | Núcleo Villamartín |           |
| 3-5       | Bar Parada       | San Fernando       |           |
| 14-6      | San Fernando     | Trebujena          |           |
| 8-2       | San Fernando     | Jerez 93           |           |
| 0-8       | Florida          | San Fernando       |           |
| 9-2       | San Fernando     | Consyproan Lebrija |           |
| 3-2       | Aguatec Piscinas | San Fernando       |           |
| 8-1       | San Fernando     | Olvera             |           |
| 3-5       | Puerto Real      | San Fernando       |           |
| 11-8      | San Fernando     | Futsar Rota        |           |
| 4-7       | Kortatus         | San Fernando       |           |
| 4-5       | San Fernando     | Alchoyano          |           |

## Temporadas
- Temporadas en División de Honor: 0.
- Temporadas en División de Plata: 0.
- Temporadas en Primera Nacional "A": 0.
- Temporadas en Primera Nacional "B": 0.
- Temporadas en Regional: 1.
- Mejor puesto en la liga: -